# لیا فرانک
ایلیا میخایلویچ فرانک (به روسی: Илья Михайлович Франк) (زاده ۲۳ اکتبر ۱۹۰۸ – درگذشته ۲۲ ژوئن ۱۹۹۰) فیزیک‌دان روسی است. وی در سال ۱۹۵۸ به همراه پاول چرنکوف و ایگور یوگنیویچ تام به خاطر کشف و تعبیر اثر چرنکوف یا تابش چرنکوف موفق به دریافت جایزه نوبل فیزیک شد.